# Jelšava
Jelšava (německy Eltsch nebo Jeltschau, maďarsky Jolsva, latinsky Alnovia) je město ve středním Slovensku v Banskobystrickém kraji, v roce 2011 zde žilo 3 312 obyvatel.

## Poloha
Město se nachází v údolí říčky Muráň, v Slovenském rudohoří, cca 30 km západně od Rožňavy a cca 25 km od Tornaľy. Městem vede silnice  II/532 a II/526 a také železniční trať Plešivec – Muráň.

## Historie
První písemná zmínka je z roku 1243. Jelšava vznikla jako hornická osada v podhradí stejnojmenného hradu. Ten je už v roce 1299 vzpomínaný jako zpustlý. Osada se však rozrostla v obec a ve 14. století získala městská práva.  V roce 1890 zde byla zahájena těžba magnezitu , která pokračuje až do současnosti. Po první světové válce připadla obec k novému Československu a v roce 1919 bylo na panství Jelšava v držení dynastie Koburků dosazena ministerstvem zemědělství v Praze nucená správa se správcem Václavem Ječným.

## Osobnosti
- Pavol Benkár, důlní a hutní podnikatel, žijící v 18. až 19. století v Jelšavě, patřil mezi přední měšťany a členy městské rady